# Махова, Людмила Васильевна
Людми́ла  Васи́льевна Ма́хова (7 сентября 1928, Дебальцево, Артёмовский округ, Украинская ССР, СССР — 16 июня 2012, Санкт-Петербург) — педагог, публицист. Заслуженный учитель школы РСФСР, кавалер Ордена «Знак Почёта».

## Биография
Родилась 7 сентября 1928 года в городе Дебальцево, в Донецкой (Сталинской) области. Отец (умер, когда дочери было шесть лет) — машинист, мать — учительница. Во время войны оказалась на занятой фашистскими войсками территории. В оккупированном немцами Краматорске участвовала в распространении антифашистских листовок. В 1951 году окончила Ленинградский государственный педагогический институт имени А. И. Герцена по специальности учитель химии и биологии, по распределению была направлена в Архангельск. В 1952 году вышла замуж. Работала в Архангельске учителем химии и биологии в школах № 3 и 54 (в Маймаксанском округе). В 1955 году вступила в КПСС. В 1956 году в связи с переводом мужа по новому месту несения службы переехала в Ленинград. Работала инженером-колористом на Фабрике офсетной печати № 3, а затем в школах № 139 (учитель биологии и химии), 134 (школа рабочей молодёжи, завучем и учителем химии), 512 (восьмилетка, директором). С 1964 года учитель химии в средней школе № 344 Невского района. В этой школе, позднее получившей статус физико-математической, а затем гимназии и лицея, она работала вплоть до смерти в 2012 году.
Во время работы в школе выступала с обобщением своего опыта преподавания перед учителями и методистами более чем в 60 городах СССР, среди них: Москва, Нижний Тагил, Калининград, Тюмень, Таллин, Новосибирск… В 1988 году баллотировалась в члены-корреспонденты АПН СССР. В 1991 году была представлена к присвоению звания «Народный учитель СССР».

## Творческая педагогическая и научная деятельность

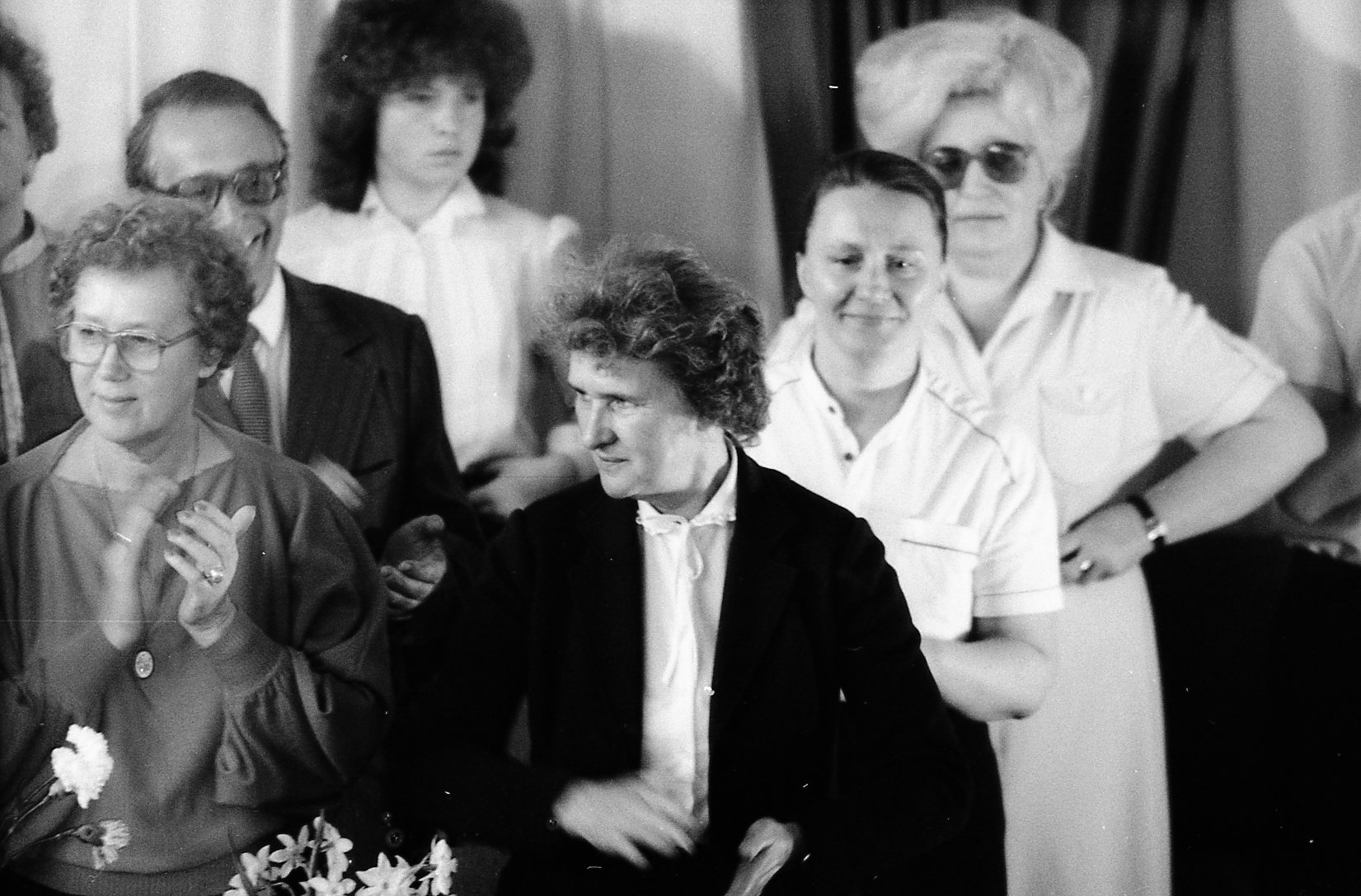
Людмила Васильевна Махова на выпускном вечере в 1988 году

В сферу творческих интересов Л. В. Маховой входили: научная биография Д. И. Менделеева и А. П. Бородина, проблемы создания максимально функционального кабинета химии, формы организации ученических научных конференций, составление и использование опорного конспекта, создание школьного научного музея.
Со времени обучения в вузе Л. В. Махова испытывала интерес к личности Д. И. Менделеева. Неоднократно посещала родные места семьи Менделеевых, в результате этих поездок были найдены и переданы в Музей-архив Д.И. Менделеева Санкт-Петербургского государственного университета неизвестные ранее письма отца и матери Д. И. Менделеева (в Музее лицея № 344 хранятся фотокопии этих писем).
Одной из первых в СССР (с 1962 года) стала использовать опорные конспекты. В 1990 году опубликовала посвященную данной проблеме книгу, в состав которой включены 25 разработанных и представленных на открытых уроках опорных конспектов по химии для старших классов.
В школе № 344 создала кабинет химии, который был признан образцовым и представлен в павильоне «Народное образование» на ВДНХ в 1981 году.
В центре внимания Маховой была исследовательская деятельность школьников. Она подробно описала свой опыт работы по организации ученических научных конференций в статье «Научно-практическая конференция — заключительный итог ежегодной работы химического общества».
В 1984 году Людмила Васильевна создала в школе № 344 Музей Д. И. Менделеева (он существует и в настоящее время, с 2011 года носит название Музей естественных наук). Стенды, экспонаты, пособия, макеты многих производств (по выплавке чугуна и стали, производству серной кислоты и т. д.) Музея изготавливались при непосредственном участии школьников по макетам самой Маховой. В числе других экспонатов музей включает коллекцию горных пород и минералов, которая состоит из более 300 предметов.

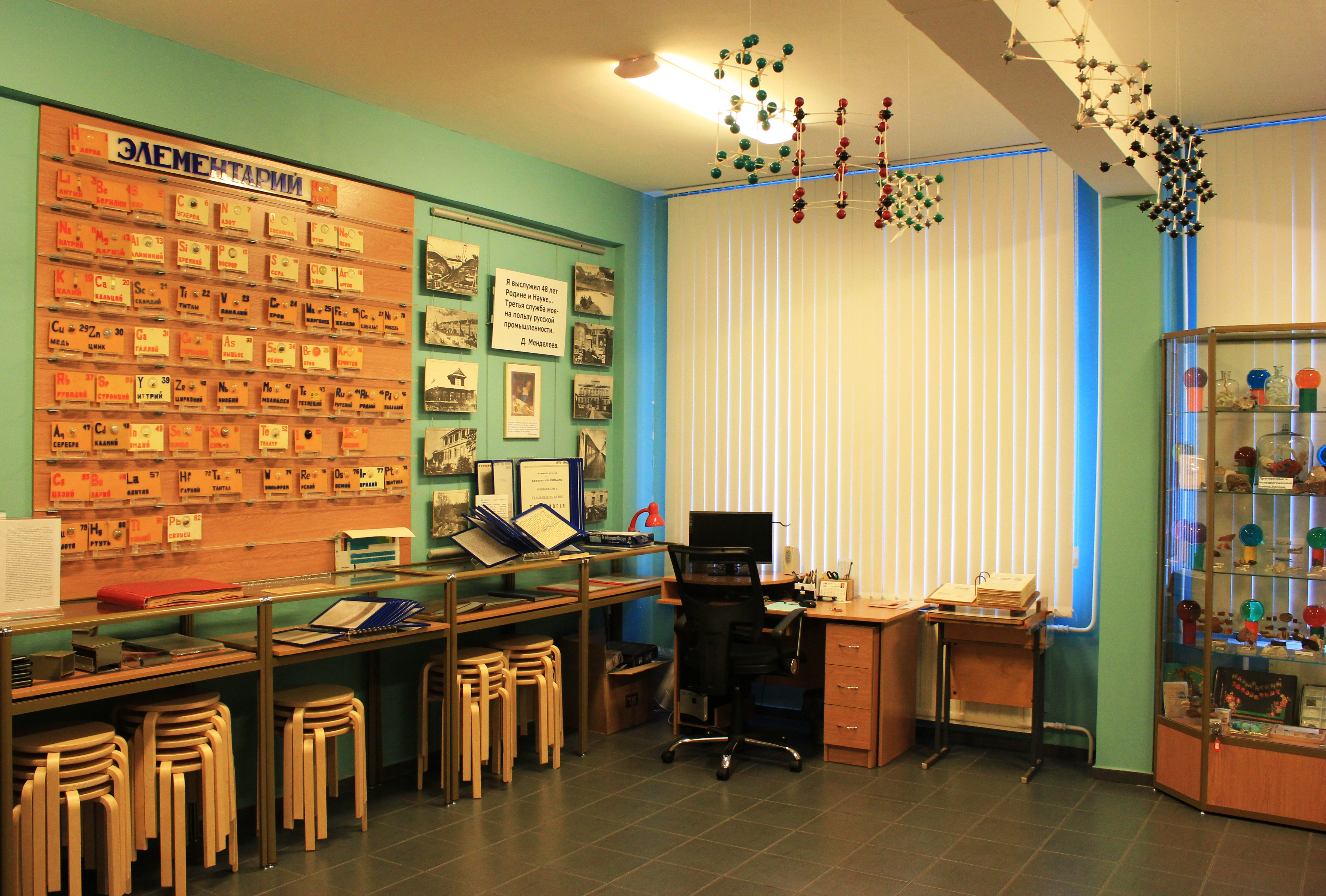
Музей естественных наук в лицее № 344 Санкт-Петербурга

## Награды и звания
- Заслуженный учитель школы РСФСР[10].
- Орден «Знак Почёта»[11].
- Медаль «Ветеран труда».
- Юбилейная медаль «За доблестный труд. В ознаменование 100-летия со дня рождения Владимира Ильича Ленина».
- Медаль «Сорок лет победе в Великой Отечественной войне 1941—1945 гг.».
- Знак отличия «Отличник народного просвещения».
- Звание «Учитель-методист».
- 1994 и 2002 год. Обладатель Соросовского гранта (дважды).

## Основные публикации
Крупные публикации:
- Махова Л. В. Минутки школьного урока. Сыктывкар. 1994. 208 с. ISBN 5-7009-0044-0.
- Махова Л. В. Опыт, поиск, раздумья. Иваново. 1995. 180 с.
- Махова Л. В. Развитие мыслительной деятельности учащихся в преподавании химии. Л. 1990. 84 с.

Избранные статьи по педагогике и методике преподавания химии:
- Научно-практическая конференция — заключительный итог ежегодной работы химического общества. В сб. «Урок окончен — занятия продолжаются» (Серия «Библиотека учителя химии»). М. Просвещение. 1992. ISBN 5-09-002980-6. С. 144—159.
- Кружок по оборудованию кабинета химии. В сб. «Урок окончен — занятия продолжаются» (Серия «Библиотека учителя химии»). М. Просвещение. 1992. ISBN 5-09-002980-6. С. 6-13.
- А. П. Бородин. В сб. «Из опыта работы». Выпуск № 1. СПб. Издательство «Гамма». ISBN 978-5-4334-0020-7 С. 123—139.